# マニュアル・オーバーライド
マニュアル・オーバーライド（英：manual override, MO）とは、自動化されたシステムの制御を使用者に明け渡す機構をいう。例えば、カメラにおいては、撮影者が自動露出、自動焦点などの自動機構をOFFにできる機能を指す。
マニュアル・オーバーライドは、システムに障害が発生した場合の自動制御機構の判断を拒絶するために用いることもできる。一例として、プリンターのインク量検知機能の無効化がある。これを行うことにより、検知機能が働いた後も、しばらくの間は印刷を継続できる場合があることが知られている。
自動制御機構は、自動車や家庭用電化製品などの日常的に用いる機器にも、ごく一般的に用いられるようになってきている。このようなユビキタスコンピューティングの一般化に伴い、人命または財産に関わるような重要な判断に対するマニュアル・オーバーライドの必要性が議論となる。この際に問題となるのは、そういった自動制御機器が使用者に対してどこまで忠誠であるべきか、ということである。製造元によって取り付けられたり、法律によって取り付けが義務付けられた自動制御機器が、使用者に制御を明け渡さなかった場合、当該機器の所有者の権利侵害が問題となることも考えられる。

## 重大な事故
中華航空140便墜落事故は、自動操縦装置のマニュアル・オーバーライドに関するパイロットの理解が不足していたため、多数の死傷者が生じた事例である。当該機のパイロットは、着陸進入中にゴー・アラウンドシステムを作動させてしまった。当該機種の自動操縦装置は、このような場合、手動操作を無視するようにプログラムされていた。しかしながら、パイロットは、着陸するように操縦かんを操作し続けた。このため、パイロットと自動操縦装置の制御信号に矛盾が生じ、機体が失速して墜落した。この事故の発生を受け、当該機種の自動操縦装置は、パイロットによるマニュアル・オーバーライドを無視しないようにプログラムが変更された。